# Platysenta kalma
Platysenta kalma là một loài bướm đêm trong họ Noctuidae.